# Спајдермен: Нови свет
Спајдермен: Нови свет (енгл. Spider-Man: Into the Spider-Verse) амерички је рачунарско-анимирани суперхеројски филм из 2018. године о Марвеловом лику Мајлсу Моралесу / Спајдермену. Први је анимирани филм о Спајдермену који је направљен техником CGI/кадар по кадар.
Премијерно је приказан 1. децембра 2018. године у Лос Анђелесу, док је 14. децембра пуштен у биоскопе у САД, односно 13. децембра у Србији. Зарадио је преко 384 милиона долара широм света, наспрам буџета од 90 милиона долара. Добио је изузетно позитивне рецензије критичара, који су посебно похвалили анимацију, ликове, причу, гласовну глуму и хумор. Освојио је Оскара за најбољи анимирани филм на 91. додели Оскара, поставши први филм коме је ово пошло за руком а да га није произвео Disney/Pixar још од филма Ранго (2011). Сличан успех је остварио и на доделама награда Златни глобус, БАФТА и Ени. Наставак, Спајдермен: Путовање кроз Спајдер-свет, биоскопски је објављен 2. јуна 2023. године.

## Радња
Тинејџер из Бруклина Мајлс Моралес открива неограничене могућности Спајдермен света али и да није сам. Он има најнеобичнијег учитеља на свету који га подучава спашавању света. Али ствари нису онакве каквим се чине на прву лопту, а нова изненађења појављују се на сваком кораку.

## Гласовне улоге
| Улога                          | Енглески глас      | Српски глас          |
| ------------------------------ | ------------------ | -------------------- |
| Мајлс Моралес / Спајдермен     | Шамик Мур          | Матеја Вукашиновић   |
| Питер Б. Паркер / Спајдермен   | Џејк Џонсон        | Александар Радојичић |
| Питер Паркер / Спајдермен      | Крис Пајн          | Марко Марковић       |
| Гвен Стејси / Спајдер Гвен     | Хејли Стајнфелд    | Ђурђина Радић        |
| Арон Дејвис / Праулер          | Махершала Али      | Срђан Тимаров        |
| Џеферсон Дејвис                | Брајан Тајри Хенри | Иван Јевтовић        |
| Меј Паркер                     | Лили Томлин        | Јасмина Аврамовић    |
| Рио Моралес                    | Луна Лорен Велез   | Лена Ковачевић       |
| Ем-Џеј Паркер                  | Зои Кравиц         | Тамара Драгичевић    |
| Питер Праскер / Спајдер-Хем    | Џон Малејни        | Владимир Марковић    |
| Пени Паркер                    | Кимико Глен        | Милена Моравчевић    |
| Питер Паркер / Спајдермен Ноар | Николас Кејџ       | Бранислав Лечић      |
| др Лив Октавијус / Док Ок      | Кетрин Хан         | Тамара Алексић       |
| Вилсон Фиск / Кингпин          | Лијев Шрајбер      | Драган Вујић         |